# Centre d'Esports Sabadell Futbol Club
El Centre d'Esports Sabadell Futbol Club, S.A.E. és el club esportiu més representatiu del futbol de Sabadell (Vallès Occidental) i tercer de Catalunya en palmarès. Fundat el 1903, el seu primer equip masculí actualment juga a Primera Federació, tercera categoria del futbol estatal, disputant els seus partits com a local a l'Estadi de la Nova Creu Alta. El seu primer equip femení participa en la Preferent, la cinquena divisió estatal. També compta amb un filial masculí a la Lliga Elit, la sisena divisió, un equip juvenil a la Divisió d'honor, la primera categoria estatal, i una àmplia estructura de futbol base amb més de cinquanta equips federats.
L'equip ha competit en lligues nacionals des del 1928, aconseguint el seu primer ascens a Segona Divisió el 1933 i després a Primera Divisió el 1944. L'etapa més llarga del Sabadell a la màxima categoria estatal va ser del 1965 al 1972, i la més recent, del 1986 a 1988. En total, ha jugat 14 temporades a Primera, convertint-se en el tercer club de Catalunya amb més temporades i punts a la Lliga. A més, el Sabadell ha arribat a una final de la Copa del Rei, que va perdre per 3-0 davant el Sevilla FC el 1935.
El Sabadell sempre ha tingut una forta rivalitat amb el Terrassa FC, sent ambdós dels clubs els equips principals del Vallès Occidental. El derbi del Vallès es basa en la rivalitat entre les ciutats de Sabadell i Terrassa i es coneix com un dels principals derbis de Catalunya.

## Història

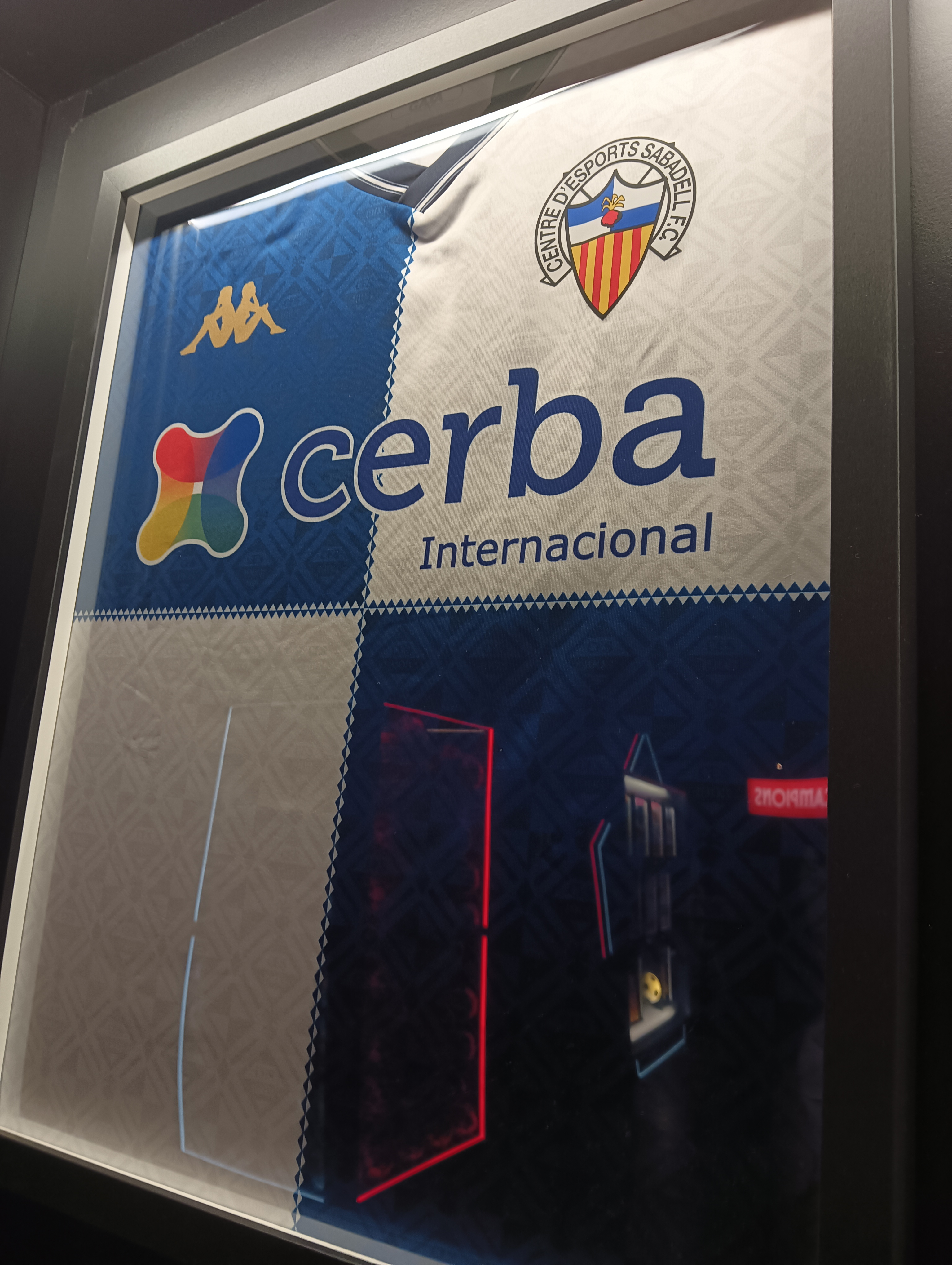
Samareta CE Sabadell.

### Evolució de nom
- Centre d'Esports de Sabadell (1903-1910)
- Centre d'Esports Sabadell Foot-ball Club (1910-1941)
- Centro de Deportes Sabadell Club de Fútbol (1941-1975)
- Centre d'Esports Sabadell Futbol Club (1975-1992)
- Centre d'Esports Sabadell Futbol Club, S.A.E. (1992-present)[4][5]

### Inicis de futbol a Sabadell i naixement del CE Sabadell FC (1903)

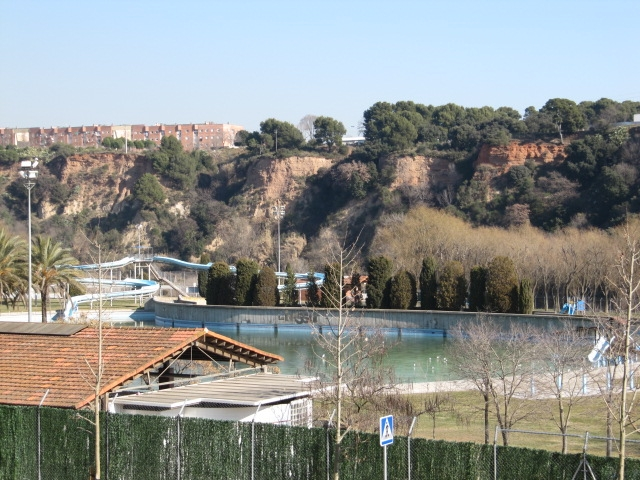
El primers partits del CE Sabadell es van jugar a l'espai que actualment ocupa La Bassa de Sant Oleguer.

Els sabadellencs Joan i Quimet Saus van descobrir el futbol mentre estudiaven en una escola a Lilla, França. Quan van tornar a Sabadell, el 1901 van explicar l'esport a les seves amistats –un grup de joves entusiastes assidus al Centre Català– i van crear el Centre d'Esports Sabadell. Van jugar els primers partits al Pla dels Cartrons, espai actualment ocupat per La Bassa de Sant Oleguer. Com que l'espai quedava apartat del centre, més endavant es va habilitar un espai de joc entre els carrers Sol i Cervantes. A poc a poc el grup es va anar consolidant, i el 1903 van fundar formalment el club.

### Anys 00. Primers passos
El 1905, van llogar un terreny a la Casa Fontanet del barri de La Creu Alta i el van tancar amb fusta. L'Estadi de la Creu Alta es va inaugurar el 3 de juny de 1906, amb un partit entre el Futbol Club Barcelona i el Sporting Club dins del context de la Copa Salud. Dos dies després, el 5 de juny de 1906 van inscriure el club formalment a l'Associació de Clubs de Futbol de Catalunya. L'espai disposava d'un velòdrom de 333 metres que envoltava el camp. El primer president fou Joan Grau i la junta Directiva estava formada per Modest Durant (Vicepresident), Pere Dalmau (Tresorer), Joan Bautista Saus (vocal) i Ricard Maymó (Secretari).
El 1908, es va celebrar la Copa Sabadell, i hi van participar CE Sabadell, el FC Barcelona, el X Sporting Club i el Català FC. El CE Sabadell va perdre per 0-5 en seu el primer enfrontament contra l'equip blaugrana.

### Anys 10. Els primers èxits
En aquesta època el Centre d'Esports va patir una greu crisi financera que va provocar un relleu en la junta directiva i que l'equip adoptés el nom de Centre d'Esports Sabadell Foot-ball Club el mes de setembre de 1910. La posada de llarg d'aquest nou equip fou el 2 de febrer de 1911, quan va convidar al FC Barcelona a un partit arbitrat pel mateix Joan Gamper i que perdrien per 0 a 10. Van canviar la seva seu social del Cafè Ibèric que hi havia a l'Euterpe al Centre Català, i van aconseguir la xifra de 200 socis que llavors pagaven una pesseta mensual de quota. El novembre del mateix any farien el canvi legal de nom cap a Centre d'Esports Sabadell Club de Futbol, tot i que tornarien a fer marxa enrere durant la temporada 1912-13.
El desembre de 1911, van incorporar xarxes a les porteries, importades de França, al camp de la Creu Alta. El 6 d'agost de 1912, durant la Festa Major, s'hi disputà el primer partit nocturn amb llum artificial de tot l'Estat Espanyol.
El 1913, arribà el primer gran èxit a nivell esportiu del Sabadell. Es va assolir el títol català de Segona Categoria que va donar accés a participar en la Copa d'Espanya de Segona Categoria, arribant a la final a Madrid on es va enfrontar amb el Cardenal Cisneros, al qual van guanyar després de 4 partits i no presentar-se els madrilenys en el cinquè, al·legant cansament. Alguns dels protagonistes d'aquell primer títol van ser: Saus, Aragay, Casas, Giravent, Cabané, Pere Monistrol i Ramon Trabal.
L'abril del 1914 s'organitzà el primer partit internacional a la Creu Alta, on el CE Sabadell es va enfrontar dues vegades al FC Montpellier (1-1 el dia 12 i 2-1 el dia 14). En aquella època va assolir la xifra de 600 socis. El mateix any, el Sabadell va pujar a Primera Categoria, la màxima competició d'aquella època. Amb aquest ascens, el club es va convertir en un dels equips de futbol més forts de Catalunya. La seva millar temporada d'aquesta dècada va ser 1919-20, quan va assolir el segon lloc.

### Anys 20. Creació de les competicions estatals
Le dècada dels anys vint, el Sabadell no guanyaria cap lliga de Primera Categoria catalana i sovint acabava als llocs de la meitat de la taula. El 1926, es va començar a professionalitzar el futbol. Poc després es farien els primers intents de crear un campionat de lliga espanyol. Es crearen dos grups d'equips, els minimalistes, partidaris d'un campionat de lliga reduït als sis equips campions de copa, i els maximalistes, partidaris d'un campionat amb més equips. No es posaren d'acord i començaren dos campionats paral·lels que no arribaren a finalitzar-se. La temporada 1928-29, després de moltes discussions es va crear la Lliga espanyola de futbol masculina, establint 3 divisions de joc, el CE Sabadell jugaria a la Segona Categoria Catalana, però ja la temporada 1929-1930 van guanyar el campionat i van ascendir a Primera Categoria catalana.

### Anys 30. Ascensos i guerra
El Sabadell visqué a la dècada dels 30 una de les seves millors èpoques. Començà la temporada 1929-30 amb l'assoliment del títol català de Segona Categoria. La temporada següent va fer un molt bon debut en la Primera Categoria catalana, on va acabar subcampió de lliga, per darrere del FC Barcelona. El darrer partit d'aquella bona temporada van assolir un altre rècord. Es va aconseguir el primer ple a la Creu Alta, amb 18.000 espectadors al partit contra el FC Barcelona.
Aquest bon resultat li va permetre incorporar-se la temporada 1931-32 al Grup 3 de la Tercera divisió espanyola, que havia sigut formalment creada un any abans, on quedaria primer del seu grup però va quedar eliminat durant el play-off d'ascens. Aquell any també jugaria per primera vegada la Copa d'Espanya.
La temporada 1932-33, tornà a ser segon a Tercera divisió, on jugava al grup 5, però en les eliminatòries per l'ascens va guanyar a l'Hèrcules FC, l'Elx FC al Cartagena CF i al Reial Saragossa, quedant campió i pujant per primera vegada en la seva història a Segona Divisió. Aquest fet va ser molt celebrat a la ciutat. Els principals jugadors del moment eren Joan Masip, Josep Morral, Giner, Salvador Blanc, Josep Argemí, Valentí Font, Joan Tena I, Mota, Vicenç Gràcia, Josep Garreta, Antoni Sangüesa, Bertran, Àngel Calvet, Miquel Gual i Josep Barceló. Foren presidents el senyor Antoni Tamburini i Josep Maria Marcet.
El 5 de novembre de 1933, el CE Sabadell va debutar a la Segona divisió a la Creu Alta. Aquella temporada 1933-34 va aconseguir el campionat de Catalunya absolut i el següent any (1934-35) el subcampionat de les Copes de Catalunya i d'Espanya, culminant així una època d'or del club. Cal dir que des de la creació de La Liga, el CE Sabadell era el segon debutant (després del Betis el 1931) en una final de Copa d'Espanya. Va perdre-la 3-0 contra el Sevilla FC, amb presència al partit del llavors president de la República Niceto Alcalá Zamora. La temporada 1935-36 va acabar 5è a Segona divisió, millor resultat fins al moment.
Poc després començaria la Guerra Civil espanyola, fet que afectaria a la majoria de competicions esportives fins al 1939. Després de la guerra, el club va haver de fer front a la recuperació de l'Estadi de La Creu Alta i a la renovació de bona part de la plantilla. Degut a un decret llei franquista, durant aquest període va haver de castellanitzar el seu nom a Centro de Deportes Sabadell Club de Fútbol i a canviar la ceba del seu escut per una pilota de futbol, i les quatre barres catalanes pels de la nova bandera estatal.

### Anys 40. Ascens a Primera divisió
La temporada 1941-42, el Sabadell es va proclamar campió del seu grup de Segona divisió (aquella temporada hi havia 8 grups) i va jugar els partits de promoció a Primera divisió, però sense èxit. Un any després, el Sabadell sí va aconseguir l'ascens a Primera divisió espanyola, concretament el 4 d'abril de 1943, després de guanyar al Sporting per 5-2 durant la lliga de promoció, en un partit arbitrat per Pedro Escartín. Els jugadors van anar a agrair el triomf a la Mare de Déu de la Salut.
El seu primer partit a Primera va tenir lloc el 26 de setembre de 1943 a l'Estadi del Nervión, davant del Sevilla FC. El primer capità fou Luis Aranaz i el primer jugador a marcar en primera fou Joaquim Navarro, tot i acabar perdent el partit per 5-2. El primer partit a Primera a la Creu Alta va tenir lloc pocs dies després, el 3 d'octubre de 1943 davant del Granada CF, amb un 2-0. Aquella temporada van aconseguir la desena posició. La següent temporada acabaria molt malament i el Sabadell tornaria a la Segona divisió. En general, durant la postguerra el Sabadell fou un autèntic equip ascensor, combinant temporades a Primera i Segona divisió. Joan Jugo, Font, Josep Bayo, Serra, Espiga, Vantolrà II, Patro, Del Pino, Pallàs, Periche, Joan Sans, César Rodríguez i Juan Zambudio Velasco van ser els protagonistes d'aquella època. La temporada 1946-47 aconseguí una meritòria cinquena plaça, just per darrere del FC Barcelona i per davant del Reial Madrid CF. Dues temporades després, no obstant això, va tornar a Segona després de acabar a l'últim lloc. En total, el Sabadell va jugar cinc temporades a la màxima categoria estatal durant els anys quaranta.

### Anys 50. Intents d'un ascens frustrats
La dècada dels anys cinquanta, el Sabadell no es va moure de la Segona divisió, tot i que s'intentava tornar a Primera. Els anys 1951 i 1959, va participar en promocions d'ascens, però va sense aconseguir l'ascens. A més, la temporada 1957-58 va acabar segon, empatat a punts amb el campió el Reial Oviedo, quedant-se sense ascens per la diferència de gols.
Un altre fet destacat d'aquesta dècada és la serie d'alguns partits internacionals, celebrada l'agost de 1951, contra equips com el FC Girondins, el NAC Breda i l'Ajax.

### Anys 60. Jugar a Europa i un nou camp
La dècada dels anys seixanta va començar amb algunes temporades a Segona divisió, seguides per tres canvis de categoria. La temporada 1962-63, el Sabadell va finalitzar a l'últim lloc i va davallar a Tercera divisió després de trenta anys sense jugar-hi. Aquesta dinàmica negativa es va perdre completament els anys després, aconseguint el títol de Tercera i l'ascens a Segona un any després de deixar la categoria i seguir cap a la Primera divisió successivament, concretament la temporada 1964-65.
Després d'una temporada complicada, el Sabadell va mantenir la categoria i es va consolidar a Primera. El millor resultat de l'època el va aconseguir la temporada 1968-69, quan en una competició de 16 equips, quedà en quarta posició, darrere del FC Barcelona i davant del València CF, i es va classificar per a disputar la Copa de Fires (antecedent de la que va ser Copa de la UEFA, actual Europa League) de la temporada següent, en la qual va caure eliminat davant el Club Bruges KV de Bèlgica en la primera ronda, no podent fer valer els dos gols aconseguits a la Nova Creu Alta (2-0 a Sabadell i 1-5 a Bruges).

#### Inauguració de la Nova Creu Alta

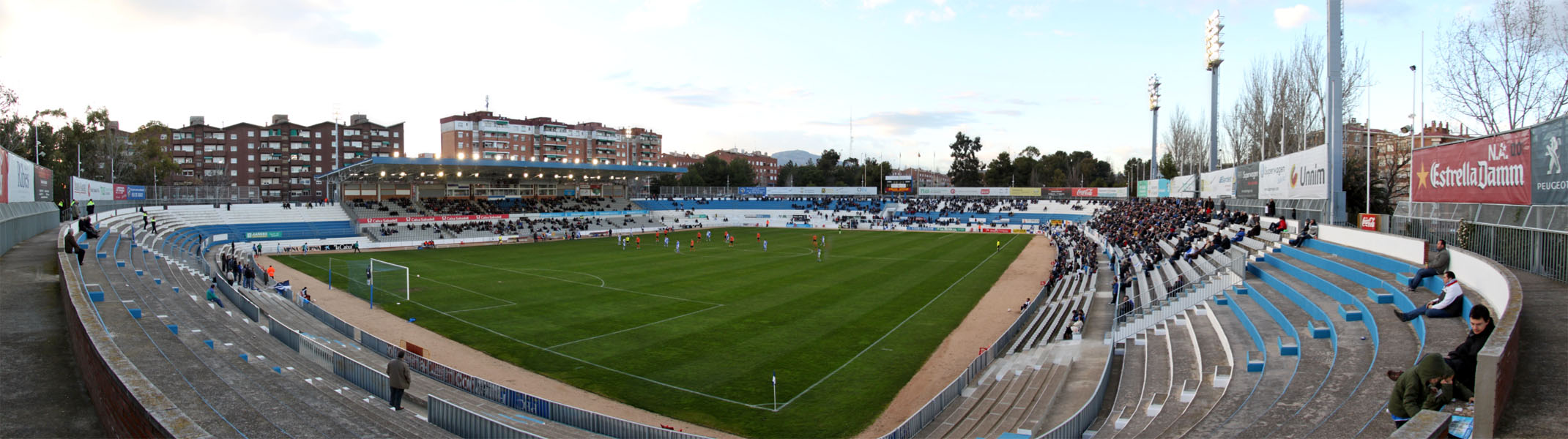
L'estadi de la Nova Creu Alta.

El 1967, el CE Sabadell, llavors presidit pel senyor Ricard Rosson, inaugurà el seu nou estadi, la Nova Creu Alta. Fou batejat amb una victòria sobre el FC Barcelona per 1 a 0, gol obra de Josep Maria Vall. Jugadors del Sabadell destacats a aquesta època foren en Pedro Zaballa, Juan Seminario, Ramon Montesinos o Lluís Vidal.

### Anys 70. Recuperar el nom català i baixar dos cops
La temporada 1971-72, el Sabadell va baixar a Segona després de set temporades consecutives a la màxima categoria estatal, la seva millor actuació en el futbol espanyol. Tres temporades després, el club va obtenir uns resultats dolents a Segona i va perdre la promoció de descens, caient a Tercera divisió. El sisè lloc obtingut la següent temporada seria la seva pitjor classificació de la història.
La temporada 1976-77 a Tercera, el Sabadell va campionar i va escapar la reestructuració de les categories inferiors al futbol espanyol, pujant directament a Segona divisió. Durant la resta de la dècada, el club es va mantenir a la categoria d'argent sense gaire problemes.

### Anys 80. Els últims anys a Primera
La dècada dels vuitanta, el Sabadell va tornar a intentar a pujar, però inicialment no va passar de les classificacions a mitja taula de Segona divisió. Fins i tot va jugar una temporada (1983-84) a Segona divisió B. Després de pujar de nou a Segona, va millorar els seus resultats i va acabar al quart lloc la temporada 1984-85, la millor classificació en més d'una dècada. Els resultats van millorar encara més la temporada després, vist que el Sabadell va finalitzar com a segon classificat, pujant directament a Primera. Les temporades 1986-87 (15è) i 1987-88 (19è) serien les últimes en què el Sabadell va participar en la màxima categoria estatal.

### Anys 90. Tocar fons
El 1991, encara a Segona divisió, el Sabadell es va transformar en Societat Anònima Esportiva. Això va ser un factor en la successiva crisi al club, una crisi que va acabar amb el doble descens de 1993, un al camp i un a les oficines. Així, el Sabadell va passar del segon al quart nivell de futbol espanyol.
Amb l'obligació automarcada de pujar a Segona divisió B, el Sabadell va acabar campió la temporada 1993-94, tant del seu grup regular com del grup de la promoció d'ascens, començant un llarg període de temporades consecutives a Segona divisió B, amb què va deixar de competir a categories professionals regularment tal com havia fet des de la creació de les lligues espanyols els anys vint.

### Anys 2000. Lluitar per la salvació
La dècada dels anys 2000 té dues cares. Per una banda, el Sabadell va jugar unes temporades notables, jugant la fase d'ascens en les dues ocasions, per exemple. La temporada 2000-01, després d'haver acabat al tercer lloc, el club va quedar quadrat en un grup amb el CD Ourense, l'AD Ceuta i el Burgos CF, aconseguint l'ascens a Segona només l'equip castellà. La temporada 2008-09, es va introduir un nou format per aconseguir l'ascens, reemplaçant els grups per un torneig amb eliminacions. Allà, el Sabadell va eliminar l'equip lleonès la Cultural Leonesa en la primera ronda (1-1 a Sabadell i 0-1 a Lleó), però va caure en la segona ronda contra el Real Unión d'Irun basc (0-1 a Sabadell i 1-1 a Irun).
Per l'alta banda, el Sabadell jugava la majoria de les temporades d'aquesta dècada per mantenir la categoria. Va aconseguir aquest objectiu a totes les ocasions excepte la temporada 2005-06, acabant al 18è lloc. A Tercera, el Sabadell va finalitzar la temporada com tercers i va pujar després d'eliminar al RCD Mallorca B mallorquí (0-0 a Palma i 0-0 a Sabadell, 0-3 després de la tanda de penals) i al Caudal Deportivo asturià (4-0 a Sabadell i 0-1 a Mieres) en la promoció d'ascens.

### Anys 2010. De nou a Segona

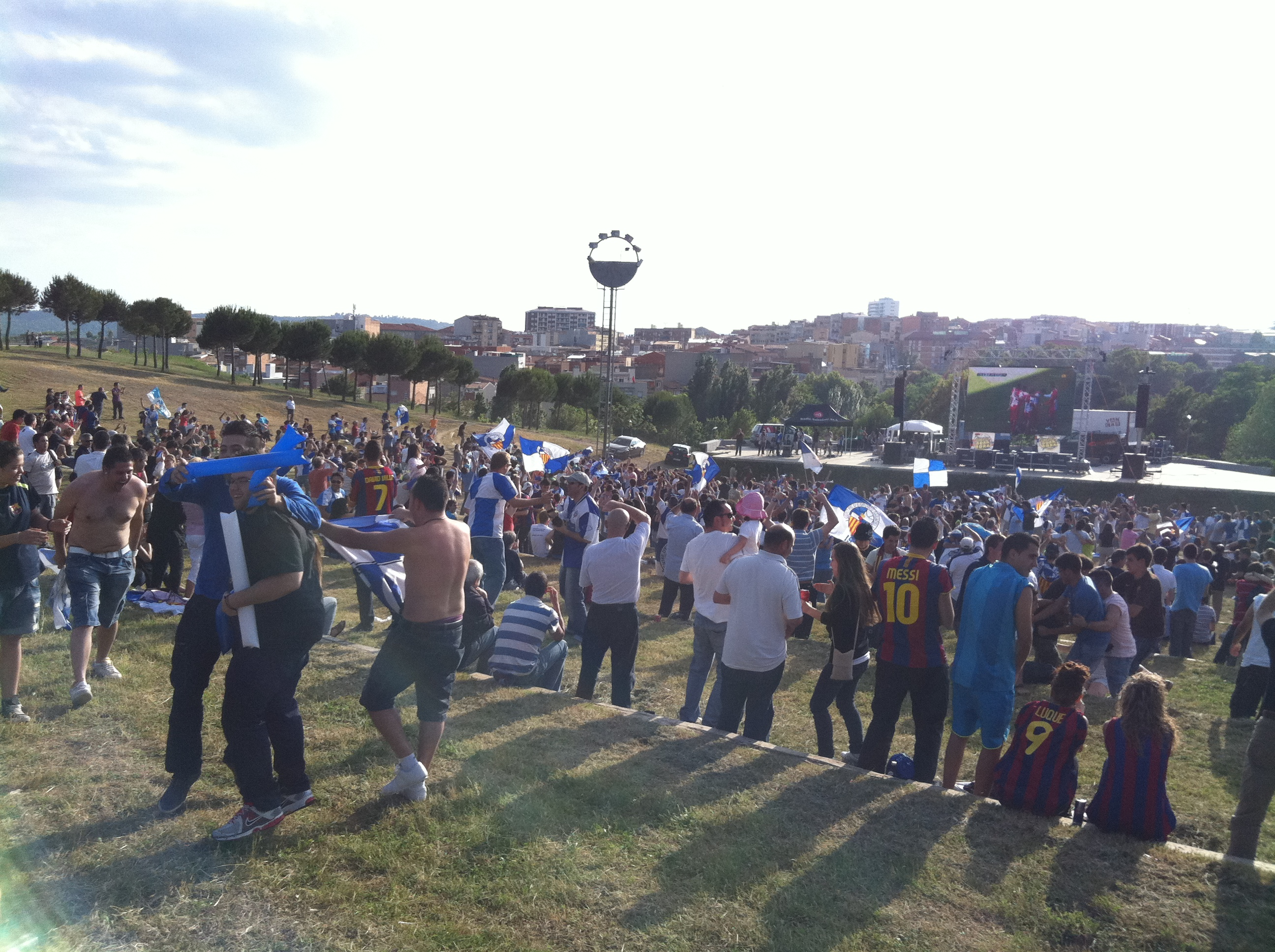
Celebració de l'ascens a Segona A el 28 de maig de 2011 al Parc Catalunya de Sabadell

La nova dècada no podia començar d'una millor manera. El 28 de maig de 2011, després de quedar campió de la Segona divisió B, va disputar el play off d'ascens a Segona divisió contra el SD Eibar. En empatar a un gol al camp de l'Eibar, va aconseguir l'ascens a aquesta categoria, després de 18 anys militant a la Segona B. Després d'aconseguir la permanència dues temporades a la Segona divisió i després de 7 anys de la junta de Joan Soteras va haver-hi un canvi en la presidència i de tota la junta directiva essent president el màxim accionista Keisuke Sakamoto convertint-se aquest en el primer president japonès del CE Sabadell, però en la temporada 2014-15 va perdre de nou la categoria.
En el seu primer any a Segona B, el Sabadell va haver de canviar completament la plantilla, incloent jugadors, cos tècnic i junta directiva, assumint el conseller Antoni Reguant la presidència després de la marxa de Sakamoto. Amb l'andalús Miguel Álvarez d'entrenador, el Sabadell va fer una bona temporada, tot i que no va assolir l'objectiu d'arribar a posicions de promoció d'ascens. Va acabar en setena posició.
L'any següent, però, l'equip va haver de lluitar fins le últimes jornades per evitar els llocs de descens, acabant finalment al 15è lloc. Per a la temporada 2017-18, el Sabadell va contractar com a entrenador a Toni Seligrat, amb l'objectiu d'assolir el tan anhelat retorn a Segona, però va fallar, acabat a la dotzena posició.
La temporada 2018-19 fou una de les més incertes de la història del club. Amb una situació econòmica alarmant i després d'una primera volta molt irregular de l'equip, Toni Seligrat fou acomiadat per la direcció esportiva amb només 1 victoria, 4 empats i 6 derrotes. Va ser substituït per Kiko Ramirez. Antonio Hidalgo Morilla, ex-capità i jugador arlequinat entre els anys 2012 i 2015, va agafar les regnes d'un Sabadell en descens amb l'objectiu de la salvació. El 19 de maig de 2019, a l'Estadi Municipal d'Olot, el club aconseguiria la salvació (0-2) en una última jornada d'infart davant l'UE Olot, i davant d'uns 1.500 aficionats arlequinats desplaçats a terres olotines. Dos gols de Pol Ballesteros serien els que donarien la salvació a l'equip en una tarda per a la història del club.
La temporada 2019-20, el Sabadell aconseguiria l'ascens a la Segona divisió. Va acabar la temporada regular en tercera posició, amb què es va classificar per la promoció d'ascens, que es disputaria a Andalusia i amb partits únics per motius relacionats a la pandèmia de COVID-19. En la primera ronda, el Sabadell va guanyar a l'Atlètic de Madrid B (1-1, 3-1 després de la tanda de penals). En la segona ronda, va eliminar a la Cultural Leonesa (2-2, 6-7 després de la tanda de penals). En la tercera i última ronda, el Sabadell va aconseguir l'ascens al vèncer contra el FC Barcelona B (1-2).

### Anys 2020. Dos descensos
La temporada 2020-21, el Sabadell va tenir moltes dificultats per mantenir la Segona divisió. A l'última jornada, els arlequinats va perdre la categoria, quedant en dinovena posició i descendint a Primera Federació, de nova creació.
La temporada 2021-22, l'equip va ser dirigit per Antonio Hidalgo, que fou destituït al novembre. El substituí Pedro Munitis Álvarez, que després d'un mal inici de temporada, aconseguí situar l'equip en la vuitena plaça, a tocar del play-off.
La 2022-23 començava ja sota la batuta de Gabri, que després de 25 partits, cedí el relleu a Miki Lladó, que assolí la dècima posició en lliga.
La temporada 2023-24, se celebraria el 120è aniversari del club, però acabaria resultant fatídica per al conjunt arlequinat, que en les set primeres jornades, i dirigit també per Lladó, va aconseguir tan sols set de vint-i-un punts. Això suposaria un canvi en la banqueta, amb la destitució de Lladó i l'arribada de Gerard Bofill, el seu tècnic assistent. Bofill no va assolir cap punt en els sis partits que va estar dirigint l'equip, i això va provocar la seva destitució, juntament amb la de Jaume Milà, el director esportiu. A la jornada 14, arribarien Óscar Cano Moreno (com a tècnic de la plantilla) i Carlos Rosende, ex del Real Club Deportivo de La Coruña (com a director esportiu). Tot i l'evident millora de l'equip, causada sobretot pels fitxatges del mercat d'hivern, el Sabadell va empatar 3-3 davant el Club Deportivo Lugo a l'última jornada i va baixar a la Segona Federació per primer cop en la seva història.

## Símbols

### Escut
L'escut del CE Sabadell està format per un escut triangular de tipus suís truncat, amb el primer quarterat en forma de creu: el primer i el quart d'atzur, el segon i el tercer d'argent, ressaltant sobre el tot, una ceba sobre barres de gules i d'or, una adaptació de l'escut de Sabadell. En la part superior, una filactèria d'argent amb la llegenda en sable Centre d'Esports Sabadell F.C. En grans trets, l'escut no ha canviat des de la fundació del club l'any 1903.

### Himne
L'himne del Sabadell es diu Honor al Sabadell i va reemplaçar l'himne Sempre endavant Sabadell després de la temporada 1990-91. L'himne actual va ser compost pel Mestre Adolf Cabané (música) i Lluís Papell (lletra).
Cantem, cantem la joia indefinida
de veure el Sabadell entre els millors
després d'uns anys de lluita decidida
han assolit ressò nostres colors.
Alcem la copa així, ben alta
en honor del futbol de Sabadell.
Ciutat aimada que somriu i canta
donant goig i prestigi al joc més bell.
Honor al Sabadell! Honor a la Ciutat!
i visca el nostre club sempre estimat!
Cantem, cantem al Club de tanta història
forjada amb tants neguits i tants afanys.
Lluitant per assolir aquesta glòria
que ens ha portat l'esforç tants i tants anys.
Alcem la copa així, ben alta
en honor del futbol de Sabadell.
Ciutat aimada treballadora
ben units el més jove i el més vell.
Honor al Sabadell! Honor a la Ciutat!
i visca el nostre Club sempre estimat!
Himne C.E SABADELL Arxivat 2013-08-24 a Wayback Machine.

### Uniforme
- Primer uniforme: samarreta arlequinada blanca i blava, pantalons blaus i calçons blaus
- Segon uniforme: samarreta negra, pantalons negres i calçons negres

Abans de jugar amb la samarreta arlequinada, el Sabadell jugava amb uns samarreta a ratlles. Va canviar la seva samarreta a quadres blanques i blaves en un partit contra el Terrassa FC l'any 1913.

#### Evolució de l'uniforme
El 1903 el Sabadell jugava amb samarreta blanc-i-negra a ratlles i pantaló blanc. Posteriorment, el 1913, adoptà la samarreta arlequinada blanc-i-blava i pantaló blau. L'any 1924 va tornar a aparèixer el disseny amb ratlles verticals, però va durar molt poc temps.
| 1903-1913 | 1913-1952 | 1953-1960 | 1963-1966 | 1968-1995 | 1995-2001 | 2001-2009 | 2003 Cent. |  |

| 2009-2010 | 2010-2011 | 2011-2012 | 2012-2013 |  |

## Les instal·lacions

### Nova Creu Alta

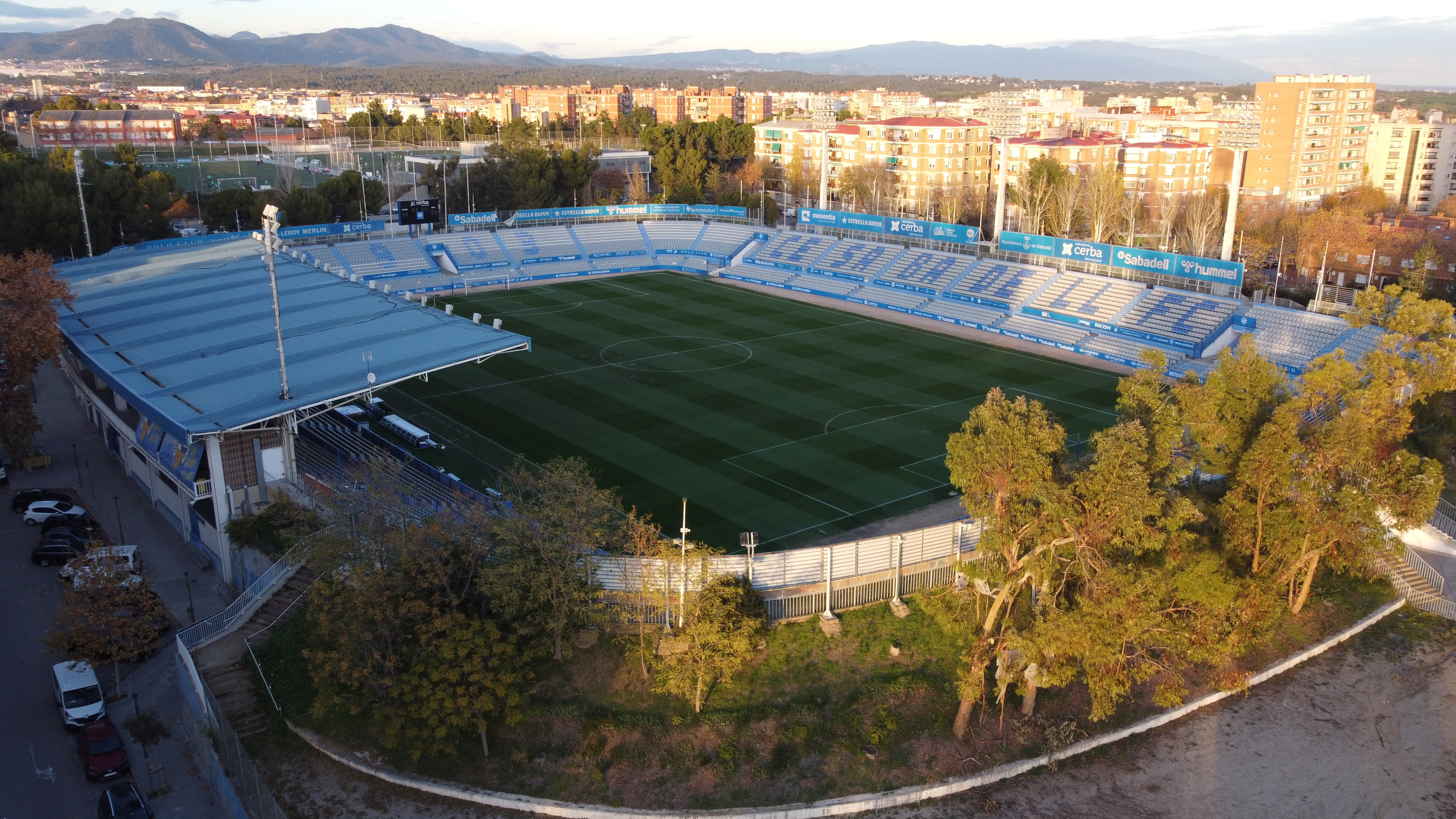
Panoràmica de la Nova Creu Alta el 2021

La Nova Creu Alta és l'estadi del Centre d'Esports Sabadell Futbol Club. Va ser inaugurat el 20 d'agost de 1967 i té capacitat per a 11.981 espectadors. Ubicat a la Plaça Olímpia s/n, del barri de la Creu Alta de Sabadell ha viscut la història més recent del club, destacant la participació en la Copa de Fires, actual Lliga Europa de la UEFA i el pas per la Primera divisió. També va ser sub-seu olímpica el 1992 on es varen disputar partits del campionat de futbol. Les oficines del club es troben a la tribuna del mateix estadi.
Amb l'inici de la temporada 2012-13, l'estadi arlequinat va patir una remodelació per adaptar-se a la normativa de la Lliga de Futbol Professional: s'hi van instal·lar torns a les entrades i també seients a totes les graderies, oferint així una inèdita imatge de la Nova Creu Alta, on des de llavors tots els socis, aficionats i afició visitant poden gaudir del futbol asseguts en cadires. Amb el nou aspecte de la Nova Creu Alta, la seva capacitat va quedar reduïda de 20.000 a 11.981 espectadors.
Més tard, amb l'ascens consumat a Marbella al play-off davant el FC Barcelona B l'any 2020, la Lliga de Futbol Professional va obligar a remodelar l'estadi per adaptar el temple arlequinat a la categoria de plata del futbol estatal. entre aquestes millores hi trobem un canvi a les banquetes, apropant-les a la gespa, traient el sorral de la banda on escalfen els futbolistes i introduint-hi una catifa de gespa artificial, un canvi estètic al marcador de l'estadi, la implementació de la tecnologia VAR, la plataforma per a les càmeres de televisió, entre d'altres millores.

### Ciutat Esportiva Sabadell-Olímpia
El Sabadell també disposa d'una ciutat esportiva, la Ciutat Esportiva Sabadell-Olímpia, on juguen els seus partits l'equip femení i el futbol base. El complex es troba al costat del camp principal i consisteix en tres camps de futbol de gespa artificial, una piscina, un bar i els vestuaris.

### Història d'estadis
- Camp del Carrer Cervantes (1903-1905)
- Camp de la Creu Alta (1905-1967)
- Camp de la Nova Creu Alta (1967-present)[4]

## Plantilla i cos tècnic
A 11 agost 2025.
| N. | Pos. | Nac. | Jugador           |
| -- | ---- | --- | ----------------- |
| —  | POR  | [[Fitxer:Flag of Catalonia.svg\|23x15px\|border \|alt=Catalunya\|link=Selecció de futbol de Catalunya\|{{#if:\|]]                              | Gianni Cassaro    |
| 13 | POR  | [[Fitxer:Flag of Catalonia.svg\|23x15px\|border \|alt=Catalunya\|link=Selecció de futbol de Catalunya\|{{#if:\|]]                              | José Ortega       |
| 1  | POR  | [[Fitxer:Flag of Aragon.svg\|23x15px\|border \|alt=Aragó\|link=Selecció de futbol d'Aragó\|{{#if:\|]]                                          | Diego Fuoli       |
| 15 | DEF  | [[Fitxer:Flag of the Valencian Community (2x3).svg\|23x15px\|border \|alt=País Valencià\|link=Selecció de futbol del País Valencià\|{{#if:\|]] | Kaiser            |
| 7  | DEF  | [[Fitxer:Flag of Catalonia.svg\|23x15px\|border \|alt=Catalunya\|link=Selecció de futbol de Catalunya\|{{#if:\|]]                              | Ton Ripoll        |
| 21 | DEF  | [[Fitxer:Flag of the Valencian Community (2x3).svg\|23x15px\|border \|alt=País Valencià\|link=Selecció de futbol del País Valencià\|{{#if:\|]] | Sergi Segura      |
| 24 | DEF  | [[Fitxer:Flag of Catalonia.svg\|23x15px\|border \|alt=Catalunya\|link=Selecció de futbol de Catalunya\|{{#if:\|]]                              | Pau Fernández     |
| 3  | DEF  | [[Fitxer:Flag of Catalonia.svg\|23x15px\|border \|alt=Catalunya\|link=Selecció de futbol de Catalunya\|{{#if:\|]]                              | Genar Fornés      |
| 4  | DEF  | [[Fitxer:Flag of Catalonia.svg\|23x15px\|border \|alt=Catalunya\|link=Selecció de futbol de Catalunya\|{{#if:\|]]                              | Carlos García-Die |
| 14 | DEF  | [[Fitxer:Flag of Catalonia.svg\|23x15px\|border \|alt=Catalunya\|link=Selecció de futbol de Catalunya\|{{#if:\|]]                              | David Astals      |
| 8  | MIG  | [[Fitxer:Flag of Catalonia.svg\|23x15px\|border \|alt=Catalunya\|link=Selecció de futbol de Catalunya\|{{#if:\|]]                              | Sergio Cortés     |
| 16 | MIG  | [[Fitxer:Flag of Brazil.svg\|23x15px\|border \|alt=Brasil\|link=Selecció de futbol del Brasil\|{{#if:\|]]                                      | Arthur Bonaldo    |

| N. | Pos. | Nac. | Jugador          |
| -- | ---- | --- | ---------------- |
| 20 | MIG  | [[Fitxer:Flag of Catalonia.svg\|23x15px\|border \|alt=Catalunya\|link=Selecció de futbol de Catalunya\|{{#if:\|]]                        | Urri             |
| 6  | MIG  | [[Fitxer:Flag of Catalonia.svg\|23x15px\|border \|alt=Catalunya\|link=Selecció de futbol de Catalunya\|{{#if:\|]]                        | Jan Molina       |
| 22 | MIG  | [[Fitxer:Flag of Nigeria.svg\|23x15px\|border \|alt=Nigèria\|link=Selecció de futbol de Nigèria\|{{#if:\|]]                              | Quadri Liameed   |
| 11 | MIG  | [[Fitxer:Flag of the Balearic Islands.svg\|23x15px\|border \|alt=Illes Balears\|link=Selecció de futbol de les Illes Balears\|{{#if:\|]] | Rubén Martínez   |
| —  | DAV  | [[Fitxer:Flag of Cantabria.svg\|23x15px\|border \|alt=Cantàbria\|link=Selecció de futbol de Cantàbria\|{{#if:\|]]                        | Javi Delgado     |
| 10 | DAV  | [[Fitxer:Flag of Andalucía.svg\|23x15px\|border \|alt=Andalusia\|link=Selecció de futbol d'Andalusia\|{{#if:\|]]                         | Miguelete        |
| 23 | DAV  | [[Fitxer:Flag of Catalonia.svg\|23x15px\|border \|alt=Catalunya\|link=Selecció de futbol de Catalunya\|{{#if:\|]]                        | Joel Priego      |
| 19 | DAV  | [[Fitxer:Flag of Catalonia.svg\|23x15px\|border \|alt=Catalunya\|link=Selecció de futbol de Catalunya\|{{#if:\|]]                        | Javi López-Pinto |
| 9  | DAV  | [[Fitxer:Flag of Castile and León.svg\|23x15px\|border \|alt=Castella i Lleó\|link=Selecció de futbol de Castella i Lleó\|{{#if:\|]]     | Rodrigo Escudero |
| 16 | DAV  | [[Fitxer:Flag of Argentina.svg\|23x15px\|border \|alt=Argentina\|link=Selecció de futbol de l'Argentina\|{{#if:\|]]                      | Agustín Coscia   |

### Equip filial i juvenil
| N. | Pos. | Nac. | Jugador       |
| -- | ---- | --- | ------------- |
| 26 | MIG  | [[Fitxer:Flag of Catalonia.svg\|23x15px\|border \|alt=Catalunya\|link=Selecció de futbol de Catalunya\|{{#if:\|]] | Albert Tolosa |
| 27 | MIG  | [[Fitxer:Flag of Catalonia.svg\|23x15px\|border \|alt=Catalunya\|link=Selecció de futbol de Catalunya\|{{#if:\|]] | Lluís Estebe  |
| 28 | DEF  | [[Fitxer:Flag of Catalonia.svg\|23x15px\|border \|alt=Catalunya\|link=Selecció de futbol de Catalunya\|{{#if:\|]] | Pol Fernández |
| 29 | MIG  | [[Fitxer:Flag of Catalonia.svg\|23x15px\|border \|alt=Catalunya\|link=Selecció de futbol de Catalunya\|{{#if:\|]] | Quim Utgés    |
| 31 | DEF  | [[Fitxer:Flag of Catalonia.svg\|23x15px\|border \|alt=Catalunya\|link=Selecció de futbol de Catalunya\|{{#if:\|]] | Alonso Zamora |
| 34 | DEF  | [[Fitxer:Flag of Catalonia.svg\|23x15px\|border \|alt=Catalunya\|link=Selecció de futbol de Catalunya\|{{#if:\|]] | Iván Tébar    |
| —  | DEF  | [[Fitxer:Flag of Catalonia.svg\|23x15px\|border \|alt=Catalunya\|link=Selecció de futbol de Catalunya\|{{#if:\|]] | Nico Olmedo   |

- Entrenador: Ferran Costa
- Segon entrenador: Aitor Maeso
- Preparador físic: Marc Giménez
- Entrenador de porters: Toni Texeira
- Analista: Gerard Puentes
- Delegat: Miguel Ángel Rodríguez
- Encarregat de material: Jordi Bransuela

## Palmarès

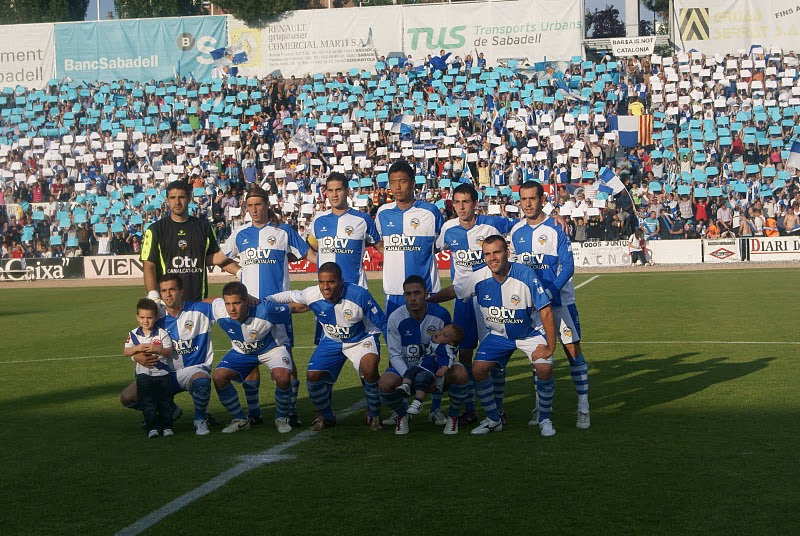
Plantilla davant el SD Eibar (2010)

### Competicions estatals
- Segona Divisió (2): 1941-42, 1945-46
- Subcampionat de Segona Divisió (6): 1934-35, 1939-40, 1956-57, 1957-58, 1958-59, 1985-86
- Segona Divisió B (2): 1983-84, 2010-11
- Tercera Divisió (4): 1931-32, 1963-64, 1976-77, 1993-94
- Subcampionat Tercera Divisió (2): 1930-31, 1932-33
- Copa RFEF/Copa Federació (1): 1999-00
- Copa Federació fase autonòmica (1): 2024/25
- Copa Mediterrani (1): 1944[44]
- Subcampionat de Copa d'Espanya (1): 1934-35
- Campionat d'Espanya de segona categoria (1): 1913

### Competicions regionals
- Campionat de Catalunya de Primera Categoria (1): 1933-34
- Copa Catalunya (1): 2015-16
- Subcampionat Copa Catalunya (1): 1990-91
- Campionat de Catalunya de Segona Categoria (2): 1913-14, 1929-30[45]

### Competicions amistoses
- Torneig Nostra Catalunya (4): 1978, 1979, 1988, 1989
- Subcampionat Torneig Nostra Catalunya (2): 1980, 1984

## Classificació per temporades

### Temporada per temporada
| Temporada | Divisió           | Posició       | Copa d'Espanya |
| --------- | ----------------- | ------------- | -------------- |
| 1930-1931 | Tercera Divisió   | 2n            | 2a ronda       |
| 1931-1932 | Tercera Divisió   | 1r            |                |
| 1932-1933 | Tercera Divisió   | 2n (ascens)   |                |
| 1933-1934 | Segona Divisió    | 9è            | 1a ronda       |
| 1934-1935 | Segona Divisió    | 2n            | Final          |
| 1935-1936 | Segona Divisió    | 5è            |                |
|           |                   |               |                |
| 1939-1940 | Segona Divisió    | 2n            |                |
| 1940-1941 | Segona Divisió    | 9è            | 1a ronda       |
| 1941-1942 | Segona Divisió    | 1r            | 1a ronda       |
| 1942-1943 | Segona Divisió    | 2n (ascens)   | 1a ronda       |
| 1943-1944 | Primera Divisió   | 9è            | 1/4 final      |
| 1944-1945 | Primera Divisió   | 13è (descens) | 1a ronda       |
| 1945-1946 | Segona Divisió    | 1r (ascens)   | 1a ronda       |
| 1946-1947 | Primera Divisió   | 5è            | 1/4 final      |
| 1947-1948 | Primera Divisió   | 12è           | 6a ronda       |
| 1948-1949 | Primera Divisió   | 14è (descens) | 4a ronda       |
| 1949-1950 | Segona Divisió    | 6è            | 2a ronda       |
| 1950-1951 | Segona Divisió    | 3r            |                |
| 1951-1952 | Segona Divisió    | 4t            |                |
| 1952-1953 | Segona Divisió    | 11è           | 1a ronda       |
| 1953-1954 | Segona Divisió    | 6è            |                |
| 1954-1955 | Segona Divisió    | 10è           |                |
| 1955-1956 | Segona Divisió    | 5è            |                |
| 1956-1957 | Segona Divisió    | 2n            |                |
| 1957-1958 | Segona Divisió    | 2n            |                |
| 1958-1959 | Segona Divisió    | 2n            | 1a ronda       |
| 1959-1960 | Segona Divisió    | 7è            | 2a ronda       |
| 1960-1961 | Segona Divisió    | 6è            | 1a ronda       |
| 1961-1962 | Segona Divisió    | 8è            | 2a ronda       |
| 1962-1963 | Segona Divisió    | 16è (descens) | 1a ronda       |
| 1963-1964 | Tercera Divisió   | 1r (ascens)   |                |
| 1964-1965 | Segona Divisió    | 2n (ascens)   | 1a ronda       |
| 1965-1966 | Primera Divisió   | 14è           | 1/4 final      |
| 1966-1967 | Primera Divisió   | 8è            | 2a ronda       |
| 1967-1968 | Primera Divisió   | 12è           | 2a ronda       |
| 1968-1969 | Primera Divisió   | 4t            | 1a ronda       |
| 1969-1970 | Primera Divisió   | 13è           | 1/4 final      |
| 1970-1971 | Primera Divisió   | 13è           | 5è ronda       |
| 1971-1972 | Primera Divisió   | 18è (descens) | 4a ronda       |
| 1972-1973 | Segona Divisió    | 12è           | 5è ronda       |
| 1973-1974 | Segona Divisió    | 15è           | 1/8 final      |
| 1974-1975 | Segona Divisió    | 19è (descens) | 4a ronda       |
| 1975-1976 | Tercera Divisió   | 6è            | 2a ronda       |
| 1976-1977 | Tercera Divisió   | 1r (ascens)   | 1a ronda       |
| 1977-1978 | Segona Divisió    | 6è            | 4a ronda       |
| 1978-1979 | Segona Divisió    | 12è           | 1a ronda       |
| 1979-1980 | Segona Divisió    | 6è            | 4a ronda       |
| 1980-1981 | Segona Divisió    | 7è            | 2a ronda       |
| 1981-1982 | Segona Divisió    | 11è           | 2a ronda       |
| 1982-1983 | Segona Divisió    | 18è (descens) | 2a ronda       |
| 1983-1984 | Segona B          | 1r (ascens)   | 4a ronda       |
| 1984-1985 | Segona Divisió    | 4t            | 1/8 final      |
| 1985-1986 | Segona Divisió    | 2n (ascens)   | 1/4 final      |
| 1986-1987 | Primera Divisió   | 15è           | 3a ronda       |
| 1987-1988 | Primera Divisió   | 19è (descens) | 1/4 final      |
| 1988-1989 | Segona Divisió    | 13è           | 4a ronda       |
| 1989-1990 | Segona Divisió    | 7è            | 1/8 final      |
| 1990-1991 | Segona Divisió    | 12è           | 4a ronda       |
| 1991-1992 | Segona Divisió    | 9è            | 4a ronda       |
| 1992-1993 | Segona Divisió    | 20è (descens) | 5a ronda       |
| 1993-1994 | Tercera Divisió   | 1r (ascens)   | 1a ronda       |
| 1994-1995 | Segona B          | 11è           | 2a ronda       |
| 1995-1996 | Segona B          | 16è           |                |
| 1996-1997 | Segona B          | 11è           |                |
| 1997-1998 | Segona B          | 11è           |                |
| 1998-1999 | Segona B          | 7è            |                |
| 1999-2000 | Segona B          | 13è           |                |
| 2000-2001 | Segona B          | 3r            |                |
| 2001-2002 | Segona B          | 14è           | 1a ronda       |
| 2002-2003 | Segona B          | 7è            |                |
| 2003-2004 | Segona B          | 16è           | 2a ronda       |
| 2004-2005 | Segona B          | 13è           |                |
| 2005-2006 | Segona B          | 18è (descens) |                |
| 2006-2007 | Tercera Divisió   | 3r (ascens)   |                |
| 2007-2008 | Segona B          | 14è           |                |
| 2008-2009 | Segona B          | 4t            |                |
| 2009-2010 | Segona B          | 10è           | 2a ronda       |
| 2010-2011 | Segona B          | 1r (ascens)   |                |
| 2011-2012 | Segona Divisió    | 19è           | 2a ronda       |
| 2012-2013 | Segona Divisió    | 16è           | 3a ronda       |
| 2013-2014 | Segona Divisió    | 10è           | 2a ronda       |
| 2014-2015 | Segona Divisió    | 21è (descens) | 1/16 final     |
| 2015-2016 | Segona Divisió B  | 7è            | 1a ronda       |
| 2016-2017 | Segona Divisió B  | 15è           |                |
| 2017-2018 | Segona Divisió B  | 12è           |                |
| 2018-2019 | Segona Divisió B  | 12è           |                |
| 2019-2020 | Segona Divisió B  | 3r (ascens)   |                |
| 2020-2021 | Segona Divisió    | 19è (descens) | 2a ronda       |
| 2021-2022 | Primera Federació | 8è            | 1a ronda       |
| 2022-2023 | Primera Federació | 10è           |                |
| 2023-2024 | Primera Federació | 16è (descens) |                |
| 2024-2025 | Segona Federació  | 4t (ascens)   |                |
| 2025-2026 | Primera Federació |               |                |

Participacions a Europa
| Temporada | Competició    | Ronda    | País | Club        | Resultats |
| --------- | ------------- | -------- | ---- | ----------- | --------- |
| 1969-70   | Copa de Fires | 1a Ronda |      | Club Brugge | 2-0, 1-5  |

### Resum de temporades
- 14 temporades a Primera Divisió
- 44 temporades a Segona Divisió
- 4 temporada a Primera Federació
- 23 temporades a Segona Divisió B
- 1 temporada a Segona Federació
- 8 temporades a Tercera Divisió

## Equip femení
L'equip femení del Sabadell va ser creat l'any 1982 i va ser un dels fundadors de la Primera divisió l'any 1988. L'equip ha guanyat una edició de la Copa de la Reina la temporada 2002-03 i actualment competeix a Primera divisió catalana, la sexta categoria del futbol estatal. Disputa els seus partits a la Ciutat Esportiva Sabadell-Olímpia.

## Filial
El CE Sabadell FC B és l'equip filial del club. Es va fundar en la dècada dels anys 1990 i després de la seva dissolució, va ser refundat l'any 2006. Després, va jugar diverses temporades a categories regionals, tot i que també tres temporades a l'extinta Tercera Divisió. Actualment, competeix a Lliga Elit després del descens patit la temporada 2024-25.

## Jugadors destacats
- Josep Garreta
- Antoni Estruch
- Pere Monistrol
- Joaquim Rubies
- Vicenç Gràcia
- Miquel Gual
- Fifo Navarro
- Pedro Zaballa
- Josep Palau
- Ramón Montesinos
- José Luis Garzón Sr.
- Lino Gutiérrez
- Tanco
- Xavi Aguado
- Joan Barbarà
- Robert Elvira
- Joaquim Saura
- José Luis Garzón Jr.
- Manel Martínez
- Piti
- Santi Navarro
- Manolo Garcia
- Jordi González
- Josep Maria Sala
- Genís Garcia
- Juvenal Edjogo-Owono
- Antonio Hidalgo Morilla
- Isaac Cuenca
- Ángel Sertucha
- Periko Alonso
- Velasco
- Jesús María Pereda
- Jenaro Roig
- Pepe Martínez
- Basilio Nieto Barraco
- Néstor Querol
- Ramón de Pablo Marañón
- Manolo
- Rafael Marañón
- Isidro Sánchez
- Nacho
- Cecilio Zunzunegui
- Joan Capó
- Diego Torres
- Manuel Almunia
- Juan Antonio García Soriano
- David de Navas Alcalá
- Thomas N'Kono
- Omar Adrián Sánchez
- Vicente Raúl Jara
- Vicente Anastasio Jara
- Ramón Hicks
- Orlando Giménez
- Pini
- Bagode Kitanovski
- Ibusuki Hiroshi

## Entrenadors
Font: